# Stanisław Martynowski
Stanisław Feliks Martynowski ps. „Brazylia”, „Pająk” (ur. 7 maja 1887 w Warszawie, zm. 3 października 1955 w Łodzi) – polski rewolucjonista, działacz polityczny i publicysta.

## Życiorys
W młodości zamieszkał z rodziną w Łodzi, gdzie pracował w fabryce. W 1904 dołączył do koła partyjnego PPS. Za agitację rewolucyjną oraz tworzenie kół partyjnych trafił w 1905 do więzienia. W listopadzie 1905 w wyniku manifestu carskiego został z niego zwolniony. W 1906 trafił ponownie do więzienia – przebywał w areszcie przy ul. Nowo-cegielnianej (ob. ul. S. Więckowskiego), ul. Nowo-targowej (ob. ul. S. Sterlinga) i ul. Milsza (ob. ul. M. Kopernika), a także przy Długiej 13 (ul. Gdańska). Oprócz agitacji politycznej zarzucano mu napad na pocztę w Zgierzu, za który to zarzut został skazany na karę śmierci, zamienioną przez Gieorgija Skałona na 20 lat katorgi.
Zsyłka do Tobolska zainspirowała go do opisania życia katorżników w książkach takich jak: „Sprawa Hryniewskiego” i „Droga do wolności”. Na zesłaniu zaangażował się w działalność Milicji Ludowej miasta Tobolska, Partii Socjal-Rewolucjonistów, zaangażowanej w pomoc katorżnikom. W lipcu 1917 został członkiem Wojennego Komitetu Przemysłowego w Tobolsku. Został aresztowany przez nowe władze miasta i skazany na śmierć, jednak ponownie uniknął wykonania wyroku, uciekając z aresztu do Tomska, gdzie zaangażował się w działalność w kooperatywie „Działacz”. W 1921 władze gubernialne umożliwiły mu powrót do Polski. Martynowski dotarł do niej po 4 miesiącach podróży w 1922 roku. Wraz z żoną zamieszkał w Łodzi, gdzie został egzekutorem podatków w Wydziale Podatkowym Magistratu miasta Łodzi oraz wstąpił do PPS, a następnie w 1924 do Niezależnej Socjalistycznej Partii Pracy, gdzie został przewodniczącym Okręgowego Komitetu Robotniczego w Łodzi i Centralnego Komitetu Wykonawczego. W 1927 został wybrany do Rady Miejskiej Miasta Łodzi, jednak ze względu na zakaz pracy jako urzędnik i działalności, zrezygnował z funkcji radnego, ze względu na brak możliwości rezygnacji z pracy spowodowany brakiem alternatywnego źródła utrzymania. W 1928 na XXI Kongresie PPS opowiedział się za zjednoczeniem NSPP z PPS, w którym został członkiem Rady Naczelnej partii. W 1931 wycofał się z działalności politycznej.
9 listopada 1939 został aresztowany i uwięziony w więzieniu przy ul. S. Sterlinga w Łodzi, a następnie przeniesiony do obozu przesiedleńczego na Radogoszczu, a następnie do obozu przejściowego. Wraz ze współwięźniami został wywieziony pociągiem do Krakowa, gdzie został zarejestrowany i przydzielono mu kwaterę do mieszkania wdowy po Karolu Hubercie Rostworowskim. W 1940 Martynowski przeniósł się do Warszawy, gdzie zostały wysiedlone jego żona i córka. W Warszawie podjął pracę w Powszechnym Zakładzie Ubezpieczeń Wzajemnych oraz zaangażował się w działalność w partii Wolność, Równość, Niepodległość, w ramach której zbierał składki i kolportował gazetki. Podczas powstania warszawskiego zaangażował się w obronę przeciwpożarową, a po jego porażce, został przeniesiony do obozu w Pruszkowie, następnie skierowany przez Niemców do pracy w powiecie końskim.
Po wyzwoleniu zamieszkał w Łodzi, gdzie pracował w Zarządzie Miejskim. Został członkiem Rady Naczelnej Polskiego Związku Byłych Więźniów Politycznych Hitlerowskich Więzień i Obozów Koncentracyjnych, wydawał miesięcznik stowarzyszenia „Z dawnych dni”. Martynowski był także członkiem Zarządu Spółdzielni Mieszkaniowej „Lokator”.

### Życie prywatne
Urodził się w rodzinie robotniczej, jako syn Władysława Martynowskiego i Antoniny z domu Pomaska. Miał żonę i córkę Irenę po mężu Mielżyńską. Został pochowany na cmentarzu Doły w Łodzi.

## Publikacje
- Sprawa Henryka Hryniewskiego b. gubernialnego inspektora katorgi Tobolskiej: (kartka z dziejów martyrologji rewolucjonisty) (Łódź 1927)[1],
- Łódzka dziesiątka bojowa (1928),
- Droga do wolności: wspomnienia z katorgi tobolskiej (Łódź 1928),
- Towarzysz Pająk – rok 1905 (Łódź 1929),
- Łódź w ogniu (1931),
- Pogrom w Siedlcach (Łódź 1936),
- Polska bojowa (Łódź 1937),
- Pod słupem szubienicy za niepodległość i socjalizm (Łódź 1939),
- Z Dawnych Dni: miesięcznik społeczno-historyczny[1].